# آني إيفانوفا
آني إيفانوفا (بالإنجليزية: Annie Ivanova)‏ هي أمينة متحف أسترالية، ولدت في القرن العشرين في تريافنا في بلغاريا.